# Municipio de Fairfield (condado de Swift)
El municipio de Fairfield (en inglés: Fairfield Township) es un municipio ubicado en el condado de Swift en el estado estadounidense de Minnesota. En el año 2010 tenía una población de 128 habitantes y una densidad poblacional de 1,37 personas por km².

## Geografía
El municipio de Fairfield se encuentra ubicado en las coordenadas 45°22′3″N 95°56′19″O / 45.36750, -95.93861. Según la Oficina del Censo de los Estados Unidos, el municipio tiene una superficie total de 93.11 km², de la cual 92,82 km² corresponden a tierra firme y (0,3 %) 0,28 km² es agua.

## Demografía
Según el censo de 2010, había 128 personas residiendo en el municipio de Fairfield. La densidad de población era de 1,37 hab./km². De los 128 habitantes, el municipio de Fairfield estaba compuesto por el 99,22 % blancos, el 0,78 % eran asiáticos. Del total de la población el 0 % eran hispanos o latinos de cualquier raza.